# Dolna Belița
Dolna Belița, menționat în unele surse românești ca Beala de Jos, (în macedoneană Долна Белица, în albaneză Belicë e Poshtme) este un sat din comuna Struga⁠(d)⁠ a Macedoniei de Nord.

## Nume
Dolna Belița este cunoscut sub numele de Beala di Ghios sau Beala di Cămpu în limba aromână.

## Istorie
Satul apare în defterul otoman din 1467. Majoritatea locuitorilor avea o antroponimie majoritar albaneză sau mixtă slavo-albaneză, în timp ce o minoritate avea nume slave, existând următorii capi de familie: Tole Gonçe, Dimitri Babeol, Erin Niko, Gon Shimjat, Gjore Su-ç, Gin Mamin, Gon Kovaç, Gon Damjan, Gerg (sau Kirk) Dobre, Milosh Prokop, Netko, fiul lui Bajçin, Radiç Novak, Gon Kosar, Gjorgo Popoviq, Gon Ivrain. Potrivit unei tradiții locale, Dolna Belița a fost fondat la poalele muntelui Jablanica⁠(d) de către aromânii din satele Niçë⁠(d) și Llëngë⁠(d), care au fugit de crizele economice și socio-politice⁠(d) produse în secolul al XVIII-lea pe teritoriul sudic al actualei Albanii. Relațiile de familie s-au consolidat prin căsătoriile între aromânii din Dolna Belița și cei din Niçë și Llëngë.
În timpul Primului Război Mondial, Dolna Belița a fost ocupat de Armata Bulgară care i-a evacuat pe majoritatea sătenilor aromâni și i-a relocat în interiorul Bulgariei și Serbiei. Relocarea aromânilor locali s-a datorat faptului că forțele bulgare erau îngrijorate că sătenii aveau simpatii progrecești și prosârbești, ceea ce putea conduce la o posibilă cooperare a acestora cu Aliații Antantei. În perioada exilului, unii săteni au fost nevoiți să se descurce pe cont propriu, în timp ce alții au prestat muncă forțată pentru localnicii bulgari. O parte dintre aromânii care s-au întors după război la Dolna Belița prin Salonic au încercat să rămână în Grecia și să se stabilească acolo, dar autoritățile grecești le-au respins cererile.

## Demografie
Dolna Belița, împreună cu Gorna Belița, este una dintre cele două așezări tradiționale din zona Drimkol a comunei Struga, care a fost locuită în trecut de o comunitate aromână și de o comunitate albaneză. Satul a suferit de-a lungul timpului o schimbare a componenței etnice a populației. Dolna Belița a devenit o localitate în care se vorbește în principal limba albaneză. Au existat anterior și aromâni musulmani în Dolna Belița, dar aceștia au fost asimilați de albanezi și au început să vorbească limba albaneză. 
Cercetările realizate în jurul anului 1900 de geograful și etnograful bulgar Vasil Kănciov⁠(d) au evidențiat că satul Dolna Belița era locuit atunci de 650 de aromâni și de 50 de albanezi musulmani. Ponderea albanezilor a crescut până la sfârșitul secolului al XX-lea, după cum o dovedește recensămintele iugoslave și apoi macedonene. Astfel, recensământul iugoslav din 1948 a înregistrat 692 de persoane, dintre care 175 erau albanezi, 8 macedoneni și 509 de alte etnii, cel din 1953 a înregistrat 669 de persoane, dintre care 208 erau albanezi, 27 macedoneni, 9 romi și 425 de alte etnii, cel din 1961 a înregistrat 659 de persoane, dintre care 251 erau albanezi, 50 macedoneni, 2 bosniaci, 1 turc și 355 de alte etnii, cel din 1971 a înregistrat 687 de persoane, dintre care 478 erau albanezi, 52 macedoneni, 5 turci și 152 de alte etnii și cel din 1981 a înregistrat 808 persoane, dintre care 627 erau albanezi, 68 macedoneni, 15 bosniaci și 98 de alte etnii. Recensământul macedonean din 1994 a înregistrat 894 de persoane, dintre care 779 erau albanezi, 36 macedoneni, 6 turci și 73 de alte etnii.
Conform recensământului din 2002, satul avea în total 1026 de locuitori, împărțiti în următoarele grupuri etnice: albanezi – 945, vlahi – 24, macedoneni – 17, turci – 1, sârbi – 1 și alții – 38. Populația satului s-a redus mult în următorii 20 de ani, iar recensământul din 2021⁠(d) a evidențiat că Dolna Belița mai avea doar 660 de locuitori cu următoarea compoziție etnică: albanezi – 604, vlahi – 5, macedoneni – 2 și alții – 31, în timp ce pentru 18 persoane ale căror date au fost preluate din sursele administrative nu se cunoaște apartenența etnică.

## Personalități
- Țințar-Marko Kostić⁠(d) (1777–1822), aristocrat și diplomat sârb, voievod de Soko Grad⁠(d) și duce de Šabac, unul dintre conducătorii Primei Răscoale Sârbe
- Nikola Iankovici⁠(d) (sec. XVIII–XIX), pictor bisericesc care a lucrat în secolul al XIX-lea în Principatul Serbiei
- Risto Veruș⁠(d) (1924–2001), scriitoare macedoneană de limbă sârbă

## Galerie

Satul Dolna Belița pe harta comunei Struga
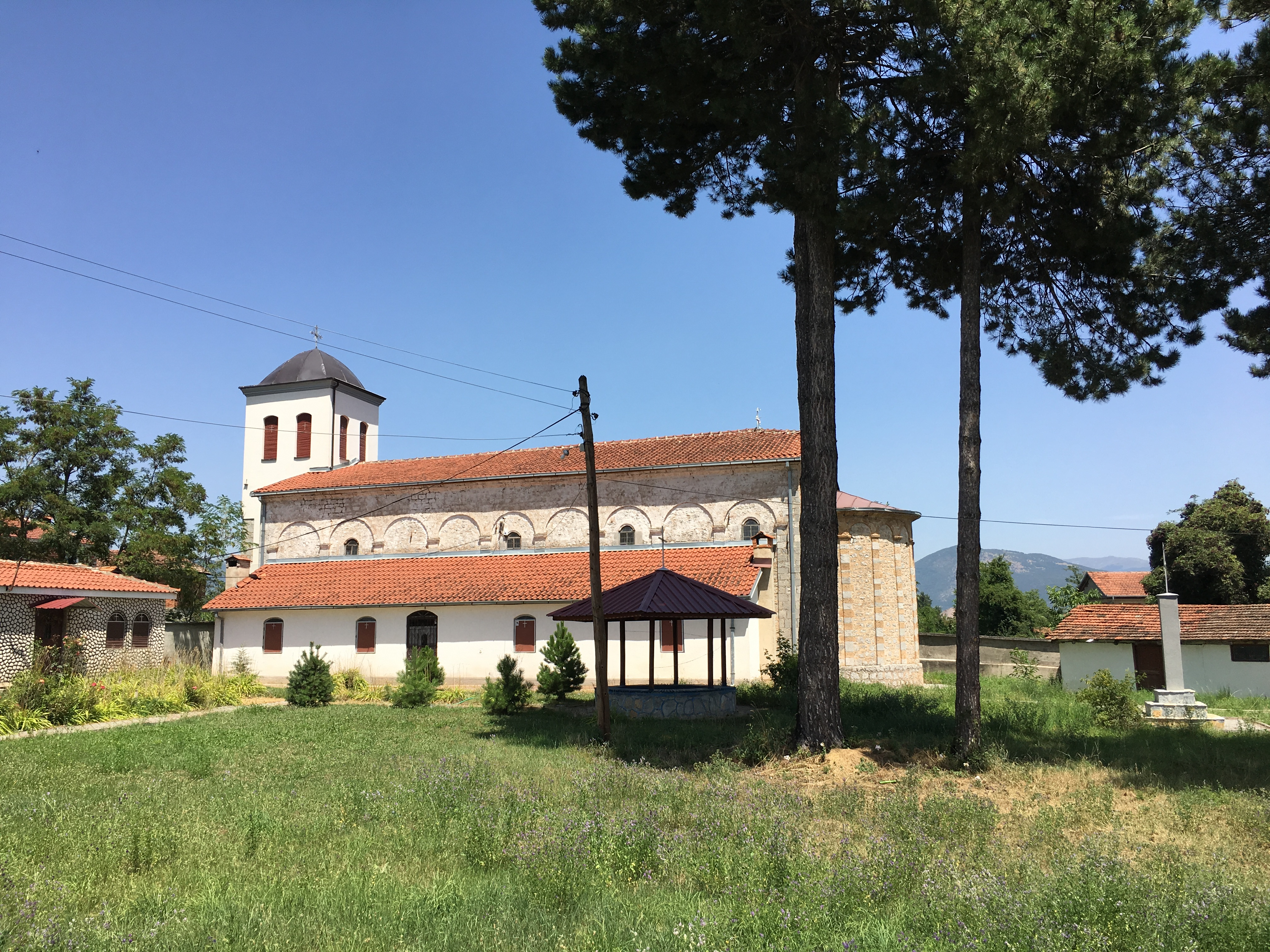
Biserica „Adormirea Maicii Domnului”⁠(d) (biserica principală)
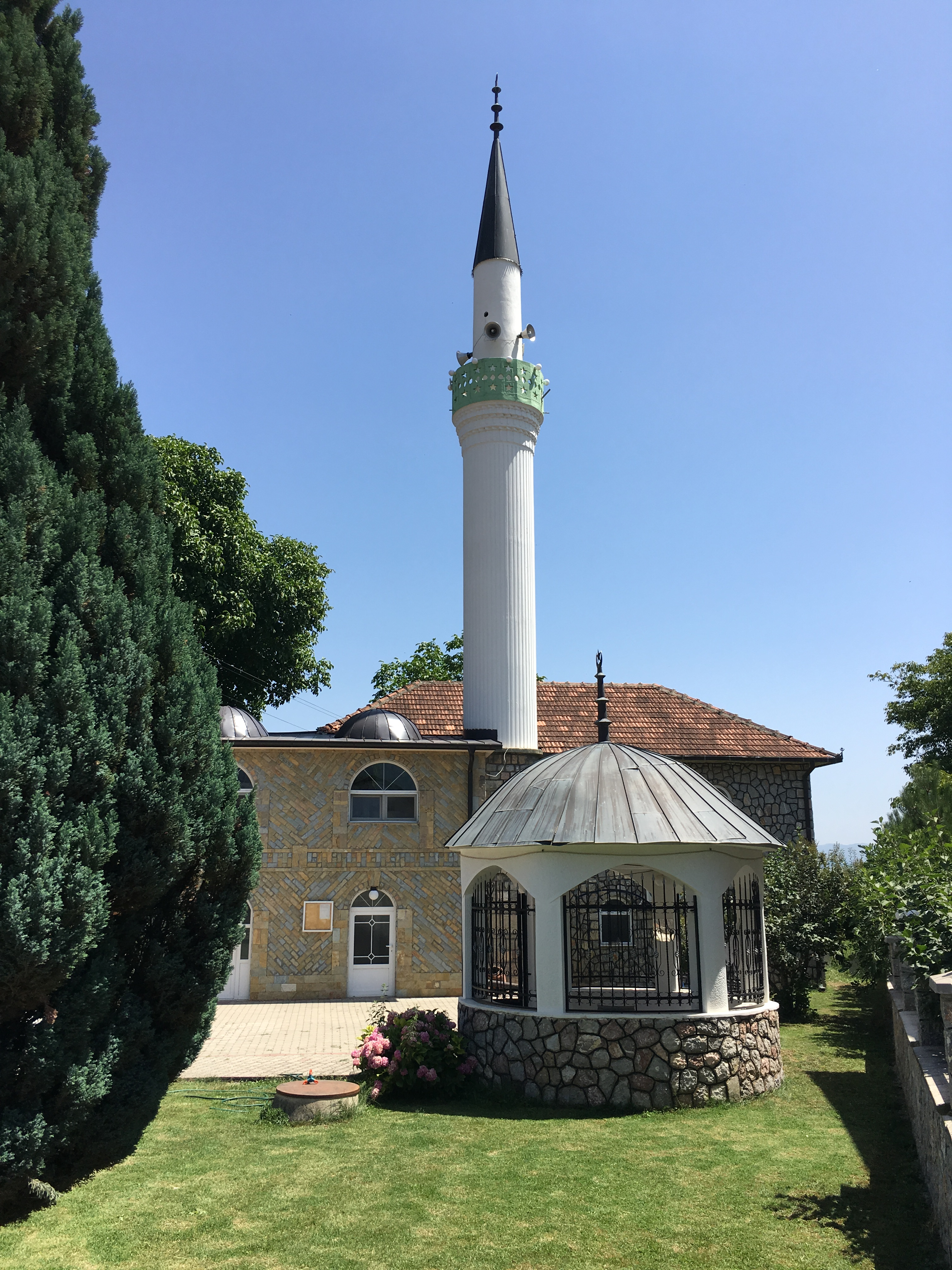
Geamia din Dolna Belița⁠(d)
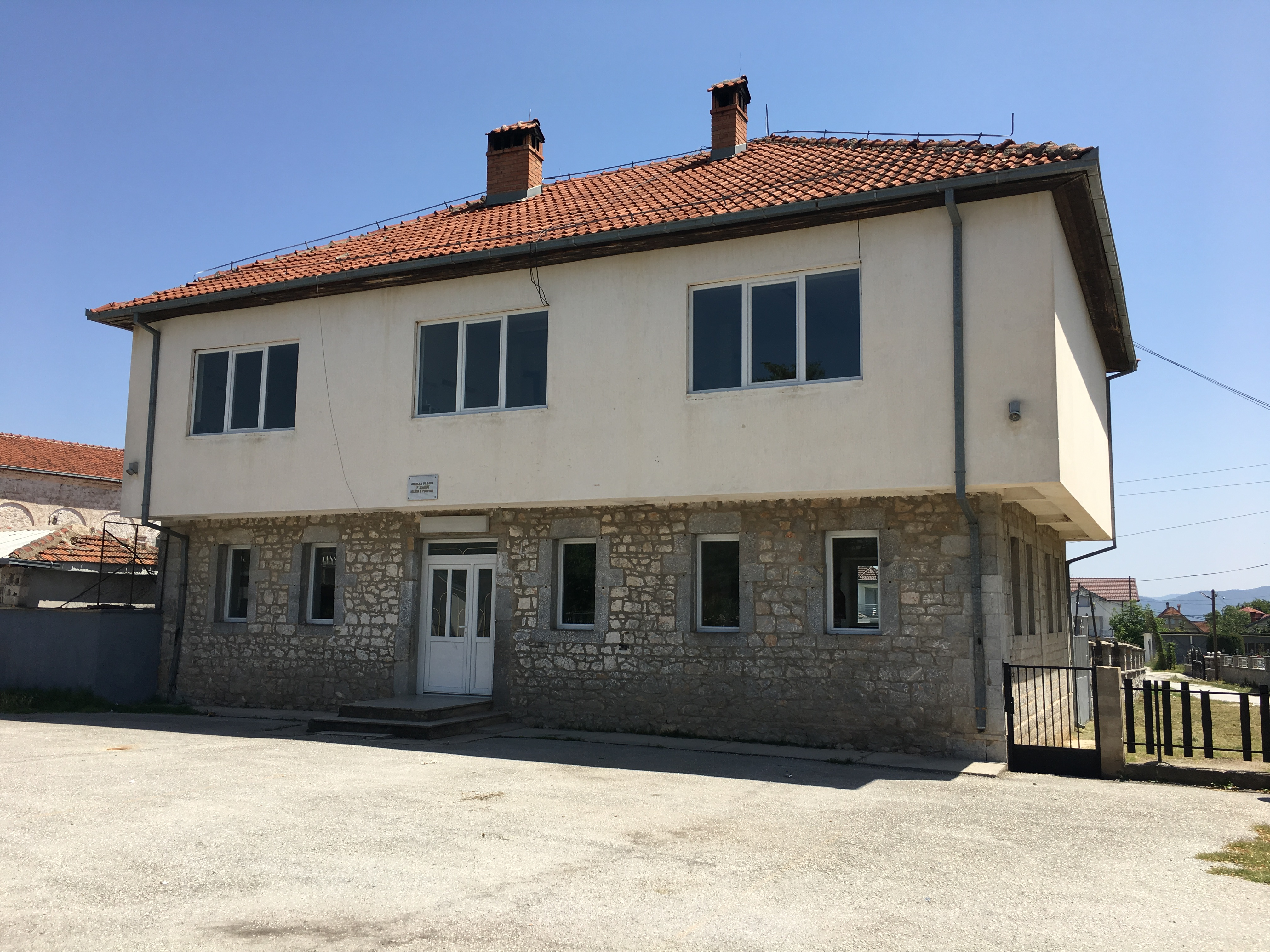
Școala primară „Edinstvo” din Dolna Belița